# Campoletis longiceps
Campoletis longiceps är en stekelart som först beskrevs av Per Abraham Roman 1926.  Campoletis longiceps ingår i släktet Campoletis och familjen brokparasitsteklar. Inga underarter finns listade.